# Sven Kums
Sven Kums (Asse, 26 de febrero de 1988) es un exfutbolista belga que jugaba de centrocampista.

## Selección nacional
Kums fue internacional sub-18, sub-19, sub-20 y sub-21 con la selección de fútbol de Bélgica.

## Clubes
| Club                    | País         | Año       |
| ----------------------- | ------------ | --------- |
| R. S. C. Anderlecht     | Bélgica      | 2006-2008 |
| Lierse S. K. (cedido)   | Bélgica      | 2007      |
| K. V. Kortrijk (cedido) | Bélgica      | 2008      |
| K. V. Kortrijk          | Bélgica      | 2008-2011 |
| S. C. Heerenveen        | Países Bajos | 2011-2013 |
| SV Zulte Waregem        | Bélgica      | 2013-2014 |
| K. A. A. Gante          | Bélgica      | 2014-2016 |
| Watford F. C.           | Inglaterra   | 2016-2017 |
| Udinese Calcio (cedido) | Italia       | 2016-2017 |
| R. S. C. Anderlecht     | Bélgica      | 2017-2020 |
| K. A. A. Gante (cedido) | Bélgica      | 2019-2020 |
| K. A. A. Gante          | Bélgica      | 2020-2025 |

## Palmarés

### Campeonatos nacionales
| Título                      | Club                | País    | Año  |
| --------------------------- | ------------------- | ------- | ---- |
| Primera División de Bélgica | K. A. A. Gante      | Bélgica | 2015 |
| Supercopa de Bélgica        | K. A. A. Gante      | Bélgica | 2015 |
| Supercopa de Bélgica        | R. S. C. Anderlecht | Bélgica | 2017 |
| Copa de Bélgica             | K. A. A. Gante      | Bélgica | 2022 |